# Restaurant Brands International
Restaurant Brands International Inc. (RBI) es un holding multinacional canadiense-estadounidense de comida rápida. Se formó en 2014 mediante la fusión de 12,500 millones de dólares entre la cadena estadounidense de restaurantes de comida rápida Burger King y la cadena canadiense de cafeterías y restaurantes Tim Hortons, y se amplió con la compra en 2017 de la cadena estadounidense de comida rápida Popeyes. La empresa es el quinto operador de restaurantes de comida rápida del mundo después de Subway, McDonald's Corporation, Starbucks y Yum! Brands. Tienen su base junto a Tim Hortons en Toronto (anteriormente Oakville, Ontario). A efectos fiscales, Burger King y Popeyes conservan sus operaciones y oficinas centrales existentes, ambas en Miami. La fusión de 2014 se centró principalmente en ampliar el alcance internacional de la marca Tim Hortons y proporcionar eficiencia financiera a ambas empresas.
3G Restaurant Brands Holdings LP, una filial de la empresa de inversión brasileña 3G Capital, posee una participación del 32% en Restaurant Brands International. La empresa cotiza en la Bolsa de Valores de Nueva York y en la Bolsa de Valores de Toronto.
En marzo de 2023, Joshua Kobza fue nombrado director ejecutivo de Restaurant Brands International, en sustitución de José Cil, que ocupaba el cargo desde 2019.

## Historia
El 24 de agosto de 2014, la cadena estadounidense de comida rápida Burger King anunció que estaba en negociaciones para fusionarse con la cadena canadiense de cafeterías y restaurantes Tim Hortons. La fusión propuesta implicaría una inversión fiscal en Canadá, con una nueva sociedad holding propiedad mayoritaria del actual propietario mayoritario de Burger King, 3G Capital, y las acciones restantes de la empresa en manos del actual Burger King y accionistas de Tim Hortons. Un representante de Tim Hortons afirmó que la fusión propuesta permitiría a Tim Hortons aprovechar los recursos de Burger King para el crecimiento internacional; las dos cadenas mantendrían operaciones separadas después de la fusión. La noticia de la propuesta hizo que las acciones de Tim Hortons aumentaran su valor en un 28 por ciento.
El 25 de agosto de 2014, Burger King confirmó oficialmente su intención de adquirir Tim Hortons Inc. en un acuerdo por un total de CDN 12,5 mil millones de dólares (11,4 mil millones de dólares estadounidenses). 3G Capital compró la empresa a 65,50 dólares por acción, y los accionistas existentes recibieron 65,50 dólares en efectivo y 0,8025 acciones de la nueva sociedad holding: también estarían disponibles opciones por acción: todo en efectivo ($88,50) y todas las acciones (3,0879). Debido a su estatus icónico en la cultura canadiense, el CEO Marc Caira aseguró la integridad de Tim Hortons luego de la compra, afirmando que la adquisición "nos permitirá avanzar más rápida y eficientemente para llevar la icónica marca canadiense de Tim Hortons a una nueva base de clientes global".
Aunque las inversiones fiscales, un proceso en el que una empresa traslada su sede a un paraíso fiscal país con una tasa impositiva más baja pero mantiene la mayoría de sus operaciones en su ubicación anterior, había sido una tendencia financiera reciente, no tuvo tanto impacto en la reincorporación de Burger King en Canadá. La tasa del impuesto corporativo impuesto corporativo en Estados Unidos en los Estados Unidos era en ese momento del 39,1% (desde entonces se redujo al 21%), mientras que la tasa del impuesto corporativo impuesto corporativo en Canadá de Canadá es solo  26%;  sin embargo, Burger King ya había utilizado varias técnicas de refugio fiscal para reducir su tasa impositiva al 27,5%. Como un ejemplo de inversión fiscal de alto perfil, la noticia de la fusión fue criticada por los políticos estadounidenses, quienes sintieron que la medida resultaría en una pérdida de ingresos fiscales para intereses extranjeros y podría resultar en una mayor presión gubernamental contra las inversiones (que, hasta la fusión de Burger King, invocada principalmente por las empresas farmacéuticas). El cofundador de 3G Capital Alex Behring negó que la fusión estuviera relacionada con los impuestos, afirmando que se trataba "fundamentalmente de crecimiento y creación de valor a través de una expansión acelerada".
El acuerdo fue aprobado en Canadá por la Oficina de Competencia el 28 de octubre de 2014, dictaminando que era "poco probable que el acuerdo resultara en una reducción o prevención sustancial de la competencia". El acuerdo fue aprobado por el ministro de Industria James Moore el 4 de diciembre de 2014; Las dos compañías acordaron condiciones que exigen que las cadenas Burger King y Tim Hortons mantengan operaciones separadas, no combinen ubicaciones en Canadá y Estados Unidos, mantengan "niveles de empleo significativos" en la sede de Oakville y garanticen que los canadienses representen al menos el 30% de los canadienses. % de la junta directiva de Tim Hortons. Los accionistas de Tim Hortons aprobaron la fusión el 9 de diciembre de 2014;  El mismo día, se anunció que el nuevo holding se conocería como Restaurant Brands International y cotizaría bajo el símbolo QSR. El vicepresidente Marc Caira consideró que la fusión era el "próximo capítulo" para Tim Hortons, imaginando un "Tim Hortons más audaz, más asertivo y dinámico en el futuro" junto con sus perspectivas de expansión internacional.
En febrero de 2024, RBI dijo que prevé 40,000 restaurantes en todo el mundo para 2028, frente a los 31,070 en sus diversas marcas al final del año fiscal 2023.

### Adquisiciones
El 21 de febrero de 2017, RBI anunció su intención de adquirir Popeyes Louisiana Kitchen por 1,800 millones de dólares a 79 dólares por acción. El 27 de marzo de 2017, el acuerdo se cerró con la compra de Popeyes por parte de RBI a 79 dólares por acción a través de Orange, Inc, una subsidiaria indirecta de RBI.
El 15 de noviembre de 2021, RBI anunció su intención de adquirir Firehouse Subs por mil millones de dólares. La adquisición se completó el 15 de diciembre de 2021.